# Sotará
Sotara je v současnosti neaktivní stratovulkán, nacházející se v jižní Kolumbii, jihovýchodně od města Popayán. Vulkán, budovaný je převážně andezitových-dacitový horninami. Je poměrně neznámý, nejsou doloženy žádné záznamy o jeho erupci, ale na jeho svazích se nacházejí aktivní fumaroly a termální prameny, takže sopka není zcela vyhaslá. Její vrchol tvoří tři kaldery (průměr 4,5, 2,5 a 1 km), jejichž vznik značně změnil morfologii vrcholu sopky.